# つむじ風食堂の夜
『つむじ風食堂の夜』（つむじかぜしょくどうのよる）は、2009年公開の日本映画。原作は吉田篤弘の「つむじ風食堂の夜」（筑摩書房・刊）。
「2009年東京国際映画祭・ある視点部門」参加作品でもあるほか、文化芸術振興費補助金・助成作品でもある。

## ストーリー
- 月舟町にあるどこか妙に懐かしい雰囲気のつむじ風食堂は、毎晩常連客でにぎわっている。雨降りの研究をしている「私」はある晩その食堂の席に着き、帽子店を営む桜田さんに"二重空間移動装置"という名前の万歩計を売りつけられる。その様子を、売れない舞台女優の奈々津さんは、あきれ顔で眺めていた[2]・・・・・。

## 登場人物
- 「私」 - 演：八嶋智人。

雨降り研究家。学生時代に演劇の脚本を書いていたことがある。
- 奈々津 - 演：月船さらら。

売れない舞台女優。背が高い。
- 桜田 - 演：下条アトム

帽子屋を経営。この作品の重要な鍵を握る人物。
- タブラさん、タブラさんの息子 - 演：スネオヘアー

- 「私」の父親 - 演：生瀬勝久

生前は引退するまで手品師だった。
- 果物屋の青年 - 演：芹澤興人

- 古本屋の店主（デニーロの親方） - 演：田中要次

- サエコさん - 演：広澤草

この食堂の店員さん

## スタッフ
- 監督 - 篠原哲雄
- 脚本 - 久保裕章
- 撮影 - 上野彰吾
- 音楽 - 村山達哉×TOKYO GRAND ORCHESTRA
- 音楽プロデューサー = 田井モトヨシ
- 制作協力 - 函館港イルミナシオン映画祭実行委員会、北海道教育大学函館校、フェリカネットワークス
- 制作 - 「つむじ風食堂の夜」製作委員会（エピックレコードジャパン、ジョリー・ロジャー、トルネードフィルム、キューブ、ボイス&ハート、フロンテッジ、tvk、テレ玉、チバテレビ、三重テレビ、KBS京都、サンテレビ）